# Barbula papillinervis
Barbula papillinervis là một loài rêu trong họ Pottiaceae. Loài này được Müll. Hal. & Kindb. mô tả khoa học đầu tiên năm 1892.